# Болотня (Киевская область)
Болотня (укр. Болотня) — село, входит в Иванковский район Киевской области Украины.
Население по переписи 2001 года составляло 341 человек. Почтовый индекс — 07201. Телефонный код — 4591. Занимает площадь 0,7 км². Код КОАТУУ — 3222055101.

## Местный совет
07200, Київська обл., Іванківський р-н, смт. Іванків, вул. І. Проскури, 47, тел. 518-76  (укр.)

## Известные уроженцы
Мария Примаченко — украинская народная художница. Народный художник УССР (1988).